# Józefowo (rejon wołożyński)
Józefowo (biał. Юзафова; ros. Юзефово) – wieś na Białorusi, w obwodzie mińskim, w rejonie wołożyńskim, w sielsowiecie Wołożyn, przy drodze magistralnej .
W II połowie XIX w. folwark zamieszkiwany w równej liczbie przez prawosławnych i katolików. W dwudziestoleciu międzywojennym leżało w Polsce, w województwie nowogródzkim, w powiecie wołożyńskim.